# Piper paranum
Piper paranum är en pepparväxtart som beskrevs av Truman George Yuncker. Piper paranum ingår i släktet Piper och familjen pepparväxter. Inga underarter finns listade i Catalogue of Life.